# Dieka Bafaw
Pour les articles homonymes, voir Bafaw.
Dieka Bafaw est un village du Cameroun situé dans le département de la Meme et la Région du Sud-Ouest. Il fait partie de la commune de Mbonge.

## Population
On y a dénombré 192 personnes en 1953, puis 284 en 1967, pour la plupart des Bafaw. Il fait partie de la dizaine de localités où les Bafaw sont présents.
Lors du recensement national de 2005, la localité comptait 2 005 habitants.